# Mistrzostwa Europy w Wioślarstwie 1957
47. Mistrzostwa Europy w Wioślarstwie odbyły się w dniach 23–25 sierpnia (zawody kobiet) oraz 30 sierpnia–1 września (zawody mężczyzn) 1957 r. w zachodnioniemieckim Duisburgu. Mężczyźni rywalizowali w 7, a kobiety w 5 konkurencjach wioślarskich na pobliskim torze regatowym Wedau. 

## Medaliści

### Mężczyźni
| Konkurencja                 | Złoto | Czas   | Srebro | Czas   | Brąz | Czas   | Źródło      |
| --------------------------- | --- | ------ | --- | ------ | --- | ------ | ----------- |
| M1x (jedynka)               | Stuart MacKenzie | 7:02.9 | Klaus von Fersen | 7:05.5 | Wiaczesław Iwanow | 7:07.2 | [ 2 ]       |
| M2x (dwójka podwójna)       | ZSRR Aleksandr Bierkutow · Jurij Tiukałow | 6:37.0 | RFN Thomas Schneider · Friedrich-Wilhelm Sidow | 6:41.8 | Belgia Henri Steenacker · Gérard Higny | 6:42.5 | [ 3 ]       |
| M2- (dwójka bez sternika)   | Wielka Brytania Christopher Davidge · Tony Leadley | 6:57.0 | Austria Alfred Sageder · Josef Kloimstein | 6:57.4 | Rumunia Radu Nicolae · Ștefan Kurecska | 6:57.9 | [ 4 ]       |
| M2+ (dwójka ze sternikiem)  | RFN Karl-Heinrich von Groddeck · Horst Arndt · Rainer Borkowsky (sternik) | 7:22.1 | ZSRR Heorhij Żylin · Ihor Jemczuk · Władimir Pietrow (sternik) | 7:26.6 | Polska Zbigniew Schwarzer · Henryk Jagodziński · Bertold Mainka (sternik)                                                                                      | 7:29.6 | [ 5 ]       |
| M4- (czwórka bez sternika)  | RFN Willi Montag · Horst Stobbe · Gunther Kaschlun · Christian Stevens | 6:24.6 | ZSRR Władimir Nosienko · Fiodor Jusefowicz · Aleksandr Bołotin · Nikołaj Skrieba                                                                                               | 6:25.9 | Rumunia Carol Kiss · Ștefan Nicolae · Radu Nicolae · Ștefan Pongratz                                                                                           | 6:27.1 | [ 6 ]       |
| M4+ (czwórka ze sternikiem) | NRD Gerhard Müller · Egon Meyer · Heinz Dathe · Lothar Wundratsch · Dietmar Domnik (sternik)                                                                                    | 6:35.5 | ZSRR Robiert Butow · Jurij Suslin · Andriej Archipow · Jurij Sapkow · Oleg Giemidow (sternik)                                                                                  | 6:37.5 | Szwajcaria Gottfried Kottmann · Michel Buol · Cinto Baggi · Rolf Streuli · Werner Ehrensperger (sternik)                                                       | 6:42.1 | [ 7 ] [ 8 ] |
| M8+ (ósemka)                | Włochy Franco Trincavelli · Alberto Winkler · Attilio Cantoni · Romano Sgheiz · Giovanni Zucchi · Abbondio Mercelli · Angelo Vanzin · Ellero Borgnolo · Ivo Stefanoni (sternik) | 5:54.3 | ZSRR Boris Fiodorow · Gieorgij Guszczenko · Anatolij Antonow · Jurij Popow · Jarosław Czerstwyj · Jurij Rogozow · Gieorgij Briułgart · Oleg Wasiljew · Jurij Polakow (sternik) | 5:57.3 | Czechosłowacja Josef Věntus · Jan Švéda · Ctibor Reiskup · Václav Jindra · Josef Švec · Zdeněk Žára · Jan Jindra · Stanislav Lusk · Miroslav Koranda (sternik) | 5:58.3 | [ 9 ]       |

### Kobiety
| Konkurencja                           | Złoto | Czas   | Srebro | Czas   | Brąz | Czas   | Źródło       |
| ------------------------------------- | --- | ------ | --- | ------ | --- | ------ | ------------ |
| W1x (jedynka)                         | Emilija Muchina | 3:51.7 | Eva Sika | 3:52.1 | Kornélia Pap | 3:55.6 | [ 10 ]       |
| W2x (dwójka podwójna)                 | ZSRR Zoja Rakicka · Walentina Kalegina | 3:34.0 | Rumunia Maria Laub · Florica Ghiuzelea | 3:34.9 | RFN Ingrid Scholz · Ursula Vogt | 3:36.0 | [ 11 ]       |
| W4x+ (czwórka podwójna ze sternikiem) | ZSRR Aleksandra Kulesowa · Inna Lisany · Nina Jegorowa · Swietłana Bielakowa · Tamara Sariecka (sternik)                                                                         | 3:25.2 | Węgry Istvánné Granek · Józsefné Raskó · Lászlóné Terelmes · Jánosné Kőszegi · Rudolfné Radványi (sternik)                                                             | 3:27.7 | NRD Brigitte Raue · Herta Weissig · Ruth Harre · Johanna Knoll · Johanna Ullrich (sternik)                                                                          | 3:30.0 | [ 12 ] [ 8 ] |
| W4+ (czwórka ze sternikiem)           | ZSRR Tamara Stolarowa · Lidija Zontowa · Irina Kamienkowa · Jewgienija Czudiecka · Wiktorija Dobrodiejewa (sternik)                                                              | 3:33.9 | Rumunia Márta Kardos · Iulia Togănel · Rita Schob · Felicia Urziceanu · Ștefania Borisov (sternik)                                                                     | 3:35.9 | NRD Ursula Brämer · Christa Golbs · Lieselotte Proll · Ingeborg Sasse · Helga Groh (sternik)                                                                        | 3:41.5 | [ 13 ] [ 8 ] |
| W8+ (ósemka)                          | ZSRR Tamara Stolarowa · Zinaida Trofimowa · Wiera Riebrowa · Nina Korobkowa · Zinaida Korotowa · Erna Wirs · Zinaida Abramkina · Ludmiła Chojkałowa · Marija Fomiczewa (sternik) | 3:11.4 | Rumunia Maria Bucur-Maimon · Stela Georgescu · Elza Oxenfeld · Sonia Bălan · Rita Schob · Felicia Urziceanu · Márta Kardos · Iulia Togănel · Angela Codreanu (sternik) | 3:13.1 | NRD Hannelore Haaker · Gerda Weith · Christl Langner · Hella Schulz · Marianne Falk · Anita Blankenfeld · Ingeborg Peter · Waltraud Dinter · Ursula Gesch (sternik) | 3:15.3 | [ 14 ] [ 8 ] |

## Klasyfikacja medalowa
| Miejsce | Reprezentacja   | Złoto | Srebro | Brąz | Razem |
| ------- | --------------- | ----- | ------ | ---- | ----- |
| 1.      | ZSRR            | 6     | 4      | 1    | 11    |
| 2.      | RFN             | 2     | 2      | 1    | 5     |
| 3.      | NRD             | 1     | 0      | 3    | 4     |
| 4.      | Australia       | 1     | 0      | 0    | 1     |
| 4.      | Wielka Brytania | 1     | 0      | 0    | 1     |
| 4.      | Włochy          | 1     | 0      | 0    | 1     |
| 7.      | Rumunia         | 0     | 3      | 2    | 5     |
| 8.      | Austria         | 0     | 2      | 0    | 2     |
| 9.      | Węgry           | 0     | 1      | 1    | 2     |
| 10.     | Belgia          | 0     | 0      | 1    | 1     |
| 10.     | Czechosłowacja  | 0     | 0      | 1    | 1     |
| 10.     | Polska          | 0     | 0      | 1    | 1     |
| 10.     | Szwajcaria      | 0     | 0      | 1    | 1     |
| Razem   | Razem           | 12    | 12     | 12   | 36    |